# Most miru, Tbilisi
Most miru (gruzijsko: მშვიდობის ხიდი, mšvidobis hidi) je ločni most za pešce, jeklene in steklene konstrukcije, osvetljen s številnimi LED lučmi, čez reko Kuro / Mtkvari v centru Tbilisija, glavnem mestu Gruzije.

## Zgodovina
Most, ki se razteza čez reko Kuro v dolžini 160 m, je mesto Tbilisi naročilo, da bi pridobilo sodobno oblikovano konstrukcijo, ki bo povezala Stari Tbilisi z novim okrožjem. Uradno odprtje je bilo 6. maja 2010 . Most se razteza čez reko Kuro in se spogleduje s Metehijsko cerkvijo, kipom ustanovitelja mesta Vahtangom I. Iberskim (Gorgasali) in trdnjavo Narikala na eni strani ter Baratašvilijevim mostom in predsedniškimi uradi na drugi strani .

## Oblikovanje
Most, katerega zasnova spominja na morsko žival , ima ukrivljen jekleno in steklen nadstrešek, ki se ponoči sveti z interaktivnim svetlobnim zaslonom, ki ga ustvarja na tisoče belih LED svetil. Streha je opremljena z 1208 svetilkami po meri, ki sta jih zasnovali in postavili nizozemski podjetji Primo Exposures in RENA Electronica, pri čemer uporabljajo 6040 visokozmogljivih LED luči LUXEON Rebel s 4200 K barvno temperaturo, ki jih dobavlja Future Lighting Solutions. Ograjne steklene plošče, ki potekajo po celotni dolžini pešpoti, so opremljene z vgrajenimi linijami LED-ic z majhno močjo, izdelek, imenovan powerglass, ki ga dobavlja Glas-Platz iz Nemčije. Osvetlitev se vklopi 90 minut pred sončnim zahodom, ki osvetljuje reko Kuro spodaj in stavbe na obeh bregovih reke .
Most je zasnoval italijanski arhitekt Michele De Lucchi, ki je zasnoval tudi zgradbi predsedniške uprave Gruzije in ministrstva za notranje zadeve v Tbilisiju; zasnovo razsvetljave je ustvaril francoski oblikovalec razsvetljave Philippe Martinaud. Struktura mostu je bila zgrajena v Italiji in v Tbilisi prepeljana z 200 tovornjaki, medtem ko je bila razsvetljava nameščena na mestu med sestavljanjem konstrukcij.

### Osvetlitev
Vseh 1208 vgrajenih LED-ic v nadstrešnici mostu vsebuje sistem, ki ga je oblikoval Primo Exposures, tako da usmeri žarek in prikrije točkovni vir. Elementi so 6 cm globoki, 7 cm visoki in 19 cm dolgi, vključno z loputami in hladilnikom ter med delovanjem porabijo le 8W električne energije. Nameščeni so bili na vsakem trikotniku jeklenega ogrodja, ki podpira morsko obarvano steklo strehe mostu, kar daje celotni konstrukciji edinstven videz mreže. Električna linija vključuje samo dve žici za 24VDC napajanje in prenos podatkov.
Razsvetljava, ki gori 90 minut pred sončnim zahodom do 90 minut po sončnim vzhodom, vsebuje štiri različne svetlobne programe, ki se na krošnji spreminjajo vsako uro. Včasih se most zasveti v valovih z ene strani reke na drugo. V drugih primerih se vzorec začne s pasom svetlobe na obeh koncih, nadaljuje pa se iz katere koli smeri, dokler se svetloba ne sreča na sredini in obratno. Tretji program se začne z osvetlitvijo zunanjih delov na strešni liniji, nato na kratko osvetli celoten nadstrešek, preden postane popolnoma temačen. Četrti program naredi streho, ki se zvije kot zvezde, ko različne skupine napeljav svetijo in se po celotni dolžini mostu zatemnijo.
Znotraj mostnega sprehajališča se nizkoenergijski linearni LED-nizi, vgrajeni v steklene ograje, sprožijo  ko pešci prehajajo most, kar daje vtis, da se luči mostu prižgejo za vsako osebo, ki stopi na most. Poleg tega sporočilo v Morsejevi kodi, ki prikazuje periodično tabelo elementov, vsako uro prečka dva parapeta. Oblikovalec luči Martinaud meni, da je to komunikacijsko praznovanje »življenja in miru med ljudmi«.

## Kritike
Gradnja novega jeklenega in steklenega mostu v zgodovinskem okrožju Tbilisija je bila sporna. Več opozicijskih politikov, arhitektov in urbanistov je izrazilo kritike, da je most neprimerno prevladal v zgodovinskem starem mestu in zasenčil stare arhitekturne znamenitosti tega območja.
Most je dobil vzdevek »Always Ultra« most zaradi svoje podobnosti z žensko maxi-blazinico (Always je blagovna znamka menstrualnih higienskih izdelkov, vključno z blazinicami maxi).